# Marcelo Tieppo Huertas
Marcelo Tieppo Huertas, detto Marcelinho (San Paolo, 25 maggio 1983), è un cestista brasiliano con cittadinanza italiana.

## Carriera

### Brasile (2001-2004)
Nei primi anni di carriera giocò in Brasile al San Paolo ed al Pinheiros, senza dimenticare una stagione di high school nel Texas fra il 2000 e il 2001.

### Spagna (2004-2015)
Approda in Spagna nella stagione 2004-05 per vestire la casacca della Joventut Badalona.
Dopo due stagioni alla Joventut nel 2007 viene mandato in prestito a Bilbao e con la maglia dello Iurbentia mette in mostra tutto il suo talento e viene nominato miglior playmaker della Liga ACB (14,6 punti, 2,7 rimbalzi, 3,9 assist ed 1,6 recuperi di media nelle 34 partite di regular season). Proprio in questa stagione trascina la squadra basca fino ai play-off dove però viene sconfitta 2-0 dal ben più quotato Barcellona.
Dopo la parentesi basca decide di sfruttare la clausola contrattuale di liberarsi per il mercato europeo accettando la proposta della Fortitudo Bologna, con cui firma per due anni più un'opzione su quella successiva.
Dopo una sola stagione in Italia passa però al campionato spagnolo col Saski Baskonia, con cui vince subito uno scudetto, proprio contro il Barcellona che lo aveva eliminato nella sua ultima apparizione ai play-off ACB.
Nel 2011 passò al Barcellona.

### NBA (2015-2017)

#### Los Angeles Lakers (2015-2017)

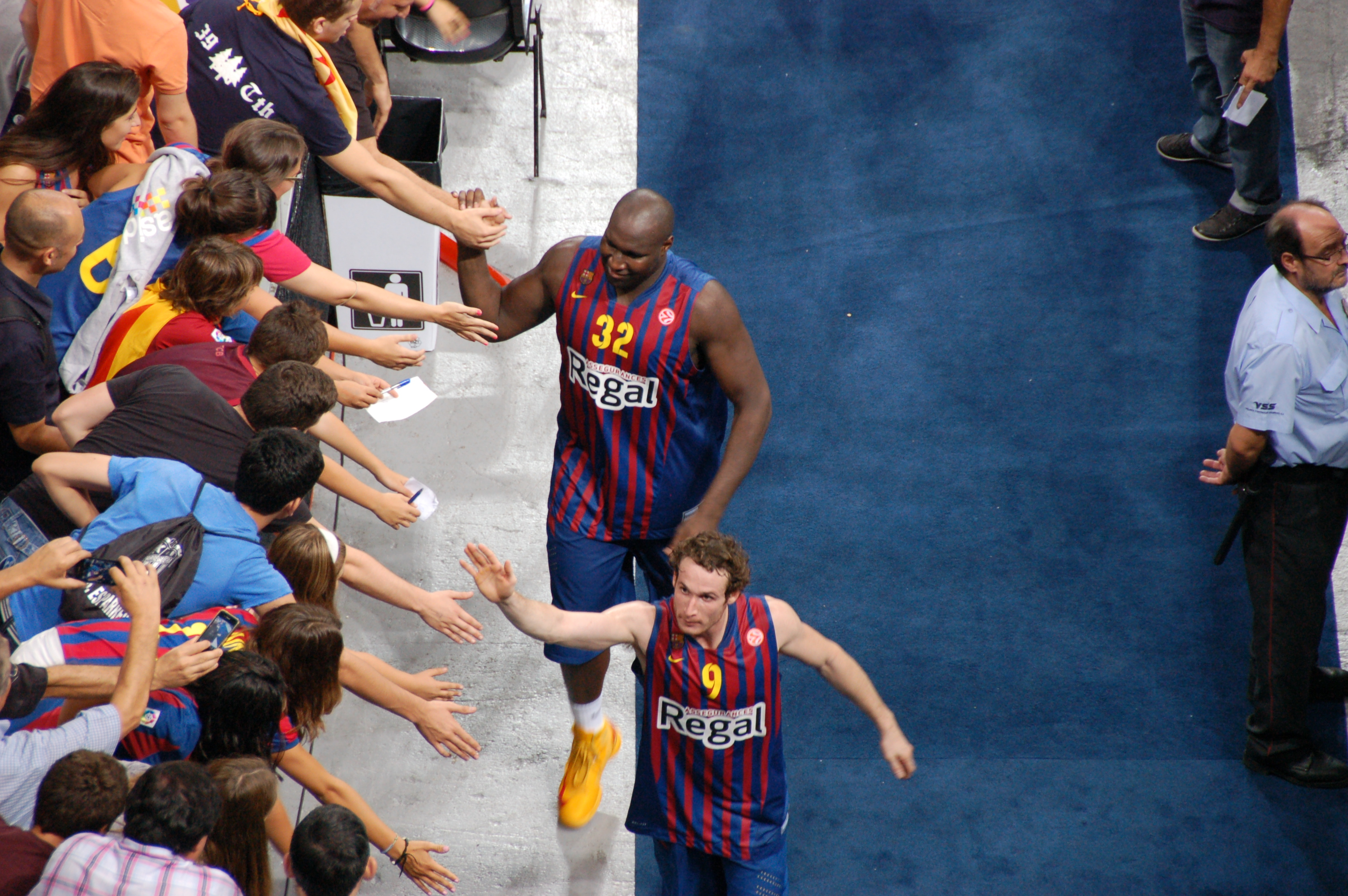
Huertas mentre batte il 5 ai tifosi del Barcellona. Dietro di lui quello che ai tempi era suo compagno di squadra, ovvero Nathan Jawai

Nonostante avesse ricevuto un'offerta più ricca dal Galatasaray, il 1º settembre 2015 firmò con i Los Angeles Lakers, andando così a giocare in NBA, dopo non essere stato scelto al Draft 2005, 10 anni esatti prima. Il 29 ottobre 2015 fece il suo debutto in NBA nella prima gara della stagione persa in casa per 112-111 contro i Minnesota Timberwolves all'età di 32 anni e 157 giorni; Huertas diventò così il secondo rookie più vecchio dietro a Pablo Prigioni (che esordì a 35 anni) nella storia dell'NBA.
Il 23 febbraio 2017 i Lakers lo cedettero agli Houston Rockets in cambio di Tyler Ennis; tuttavia i Rockets lo tagliarono il giorno stesso.

### Ritorno in Europa

#### Saski Baskonia e Tenerife (2017-)
Il 24 luglio 2017, dopo 5 mesi da free agent, si accordò con il Saski Baskonia, tornando così in Europa dopo 2 anni (oltre che alla squadra basca dopo 6 anni). Nell'estate del 2019 si trasferisce a titolo definitivo al Iberostar Tenerife Canarias.

### Nazionale
Con la maglia del Brasile ha partecipato ai mondiali 2006 in Giappone e a quelli 2010 in Turchia. Ha anche preso parte a 3 campionati americani per nazioni, vincendone 2.

## Statistiche

### NBA

#### Regular Season
| Anno      | Squadra     | PG | PT | MP   | TC%  | 3P%  | TL%  | RP  | AP  | PRP | SP  | PP  |
| --------- | ----------- | -- | -- | ---- | ---- | ---- | ---- | --- | --- | --- | --- | --- |
| 2015-2016 | L.A. Lakers | 53 | 0  | 16,4 | 42,2 | 26,2 | 93,1 | 1,7 | 3,4 | 0,5 | 0,1 | 4,5 |
| 2016-2017 | L.A. Lakers | 23 | 1  | 10,3 | 36,8 | 21,1 | 52,9 | 1,0 | 2,3 | 0,4 | 0,1 | 2,7 |
| Carriera  | Carriera    | 76 | 1  | 14,6 | 40,9 | 25,0 | 78,3 | 1,5 | 3,1 | 0,5 | 0,1 | 3,9 |

### Eurolega
| Anno      | Squadra           | PG  | PT  | MP   | TC%  | 3P%  | TL%  | RP  | AP  | PRP | SP  | PP   |
| --------- | ----------------- | --- | --- | ---- | ---- | ---- | ---- | --- | --- | --- | --- | ---- |
| 2006-2007 | Joventut Badalona | 20  | 3   | 12,4 | 37,7 | 16,7 | 87,5 | 1,4 | 1,4 | 0,8 | 0,0 | 5,3  |
| 2009-2010 | Saski Baskonia    | 16  | 1   | 20,9 | 52,6 | 30,8 | 85,2 | 1,8 | 3,9 | 0,6 | 0,0 | 8,3  |
| 2010-2011 | Saski Baskonia    | 20  | 14  | 28,6 | 46,0 | 44,2 | 86,5 | 3,0 | 5,6 | 0,8 | 0,0 | 10,3 |
| 2011-2012 | Barcellona        | 21  | 21  | 23,7 | 50,4 | 43,9 | 86,7 | 2,0 | 4,4 | 1,0 | 0,0 | 8,5  |
| 2012-2013 | Barcellona        | 31  | 17  | 20,5 | 41,6 | 34,7 | 97,2 | 2,2 | 3,4 | 0,6 | 0,0 | 8,0  |
| 2013-2014 | Barcellona        | 29  | 29  | 21,5 | 49,2 | 33,8 | 81,1 | 2,0 | 3,8 | 0,4 | 0,0 | 8,2  |
| 2014-2015 | Barcellona        | 28  | 16  | 22,1 | 40,3 | 36,5 | 83,3 | 2,3 | 4,4 | 0,5 | 0,0 | 7,6  |
| 2017-2018 | Saski Baskonia    | 29  | 11  | 16,6 | 41,4 | 43,2 | 92,1 | 1,0 | 3,6 | 0,1 | 0,0 | 5,9  |
| 2018-2019 | Saski Baskonia    | 34  | 15  | 19,5 | 49,5 | 42,1 | 88,4 | 1,5 | 4,7 | 0,7 | 0,0 | 7,8  |
| Carriera  | Carriera          | 228 | 127 | 20,5 | 45,2 | 37,1 | 87,7 | 1,9 | 3,9 | 0,6 | 0,0 | 7,7  |

## Palmarès

### Squadra
- Campionato spagnolo: 3

Saski Baskonia: 2009-2010
Barcellona: 2011-2012, 2013-2014
- Copa del Rey: 1

Barcellona: 2013
- Supercoppa spagnola: 1

Barcellona: 2011
- Liga catalana: 5

Joventut Badalona: 2005
Barcellona: 2011, 2012, 2013, 2014
- FIBA EuroCup: 1

Joventut Badalona: 2005-2006
- Basketball Champions League: 1

Canarias: 2021-2022
- Coppa Intercontinentale: 2

Canarias: 2020, 2023

### Individuale
- MVP Coppa Intercontinentale: 1

Canarias: 2020
- Basketball Champions League Star Lineup: 4

Canarias: 2019-2020, 2022-2023, 2023-2024, 2024-2025
- Basketball Champions League Final Four MVP: 1

Canarias: 2021-2022
- Basketball Champions League Second Best Team: 1

Canarias: 2021-2022
- Basketball Champions League MVP: 2

Canarias: 2023-2024, 2024-2025
- Liga ACB MVP: 1

Canarias: 2024-2025

## Curiosità
- Il suo soprannome è "Marcelinho" e spesso se lo fa scrivere sul retro della divisa durante le partite
- È famoso per suo tiro arcobaleno (alla Navarro) dal cuore dell'area avversaria
- Ultimo giocatore a servire un assist a Kobe Bryant
- È stato il giocatore più vecchio ai mondiali del 2023 e alle Olimpiadi di Parigi 2024.